# Machimus ibizensis
Machimus ibizensis är en tvåvingeart som beskrevs av Gil Collado 1932. Machimus ibizensis ingår i släktet Machimus och familjen rovflugor.
Artens utbredningsområde är Spanien. Inga underarter finns listade i Catalogue of Life.